# 유희종
유희종(劉喜鍾, 1983년 8월 20일 ~ )은 대한민국의 SBS SPORTS 아나운서이다. 2011년 9월 19일 SBS ESPN에 입사했다.

## 젊은 시절
유희종은 1983년 8월 20일 경기도 연천군에서 태어났다. 의정부고등학교를 졸업하고, 건국대학교에서 정치외교학과 경영학을 전공했다.

## 경력
- 2014년 1월~ : SBS SPORTS 아나운서
- 2011년 9월~ : SBS ESPN 아나운서
- 2010년 4월~ : 여수MBC 아나운서
- 2009년      : EBS '아름다운 우리들의 라디오' 조연출, 관악FM 라디오DJ, ONSTN 스포츠캐스터

## 출연

#### TV 프로그램
- SBS SPORTS 《English Premier League》 (2011 ~ 2018) - 중계캐스터
- SBS SPORTS 《프로배구 V리그》 (2016 ~ 2024) - 중계캐스터
- SBS SPORTS 《프로야구 KBO리그》 (2021 ~ 2024) - 중계캐스터
- SBS SPORTS 《KBL 남자프로농구》 (2013 ~ 2016) - 중계캐스터
- SBS ESPN 《WKBL 여자프로농구》 (2011 ~ 2013) - 중계캐스터
- SBS SPORTS 《프랑스프로축구 리그1》 (2018 ~ 2024) - 중계캐스터
- SBS SPORTS 《프로당구 PBA투어》 (2019 ~ 2024) - 중계캐스터
- SBS Golf  《KLPGA 점프투어》 (2019 ~ 2024) - 중계캐스터
- SBS Golf  《KLPGA 드림투어》 (2019 ~ 2024) - 중계캐스터
- SBS Golf 《고교동창골프최강전》 (2013 ~ 2024) - MC
- SBS Golf 《골프투데이》 (2019 ~ 2021) - MC
- SBS SPORTS 《주간배구》 - MC
- SBS ESPN 《스포츠센터》 - MC
- SBS ESPN 《인사이드EPL》 - MC
- SBS ESPN 《EPL월드》 - MC
- SBS ESPN 《인사이드WKBL》 - MC
- 여수 MBC 《뉴스투데이》 - 앵커
- 여수 MBC 《6시 뉴스매거진》 - 앵커
- 여수 MBC 《현대오일뱅크 K리그》 (2010 ~ 2011) - 중계캐스터
- ON STN 《WKBL 여자프로농구》 - (2009 ~ 2010) - 중계캐스터

#### 라디오 프로그램
- 여수MBC 표준FM 《유희종,황태진의 신나는오후》DJ